# St. Nikolaus (Markdorf)

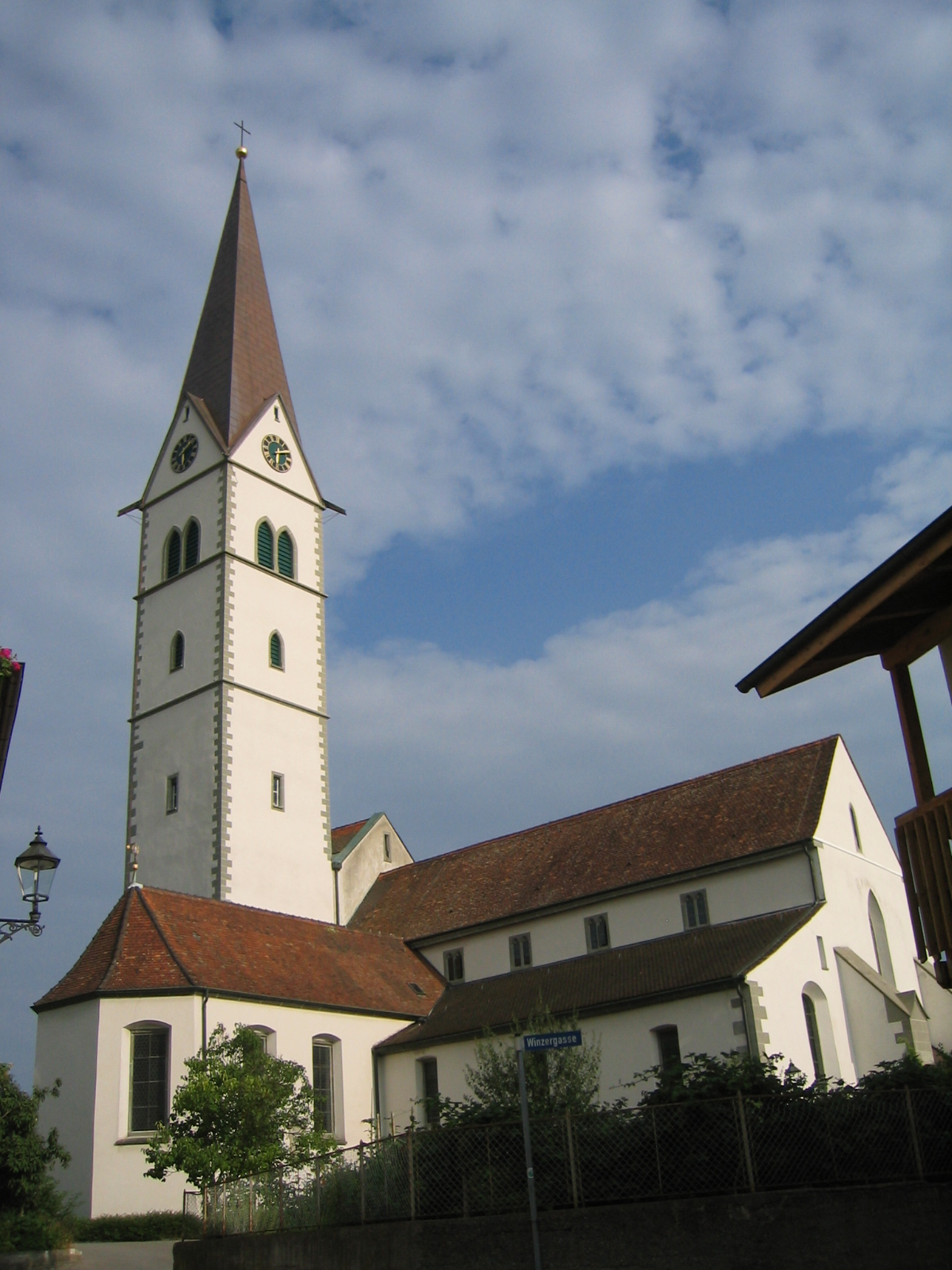
Pfarrkirche St. Nikolaus

Die katholische Pfarrkirche St. Nikolaus ist ein ortsbildprägendes Kirchengebäude in Markdorf im baden-württembergischen Bodenseekreis. Die Kirchgemeinde gehört zur Seelsorgeeinheit Markdorf im Dekanat Linzgau der Erzdiözese Freiburg. Die Kirche war im September 2011 „Kirche des Monats“ der Diözese.

## Geschichte und Architektur

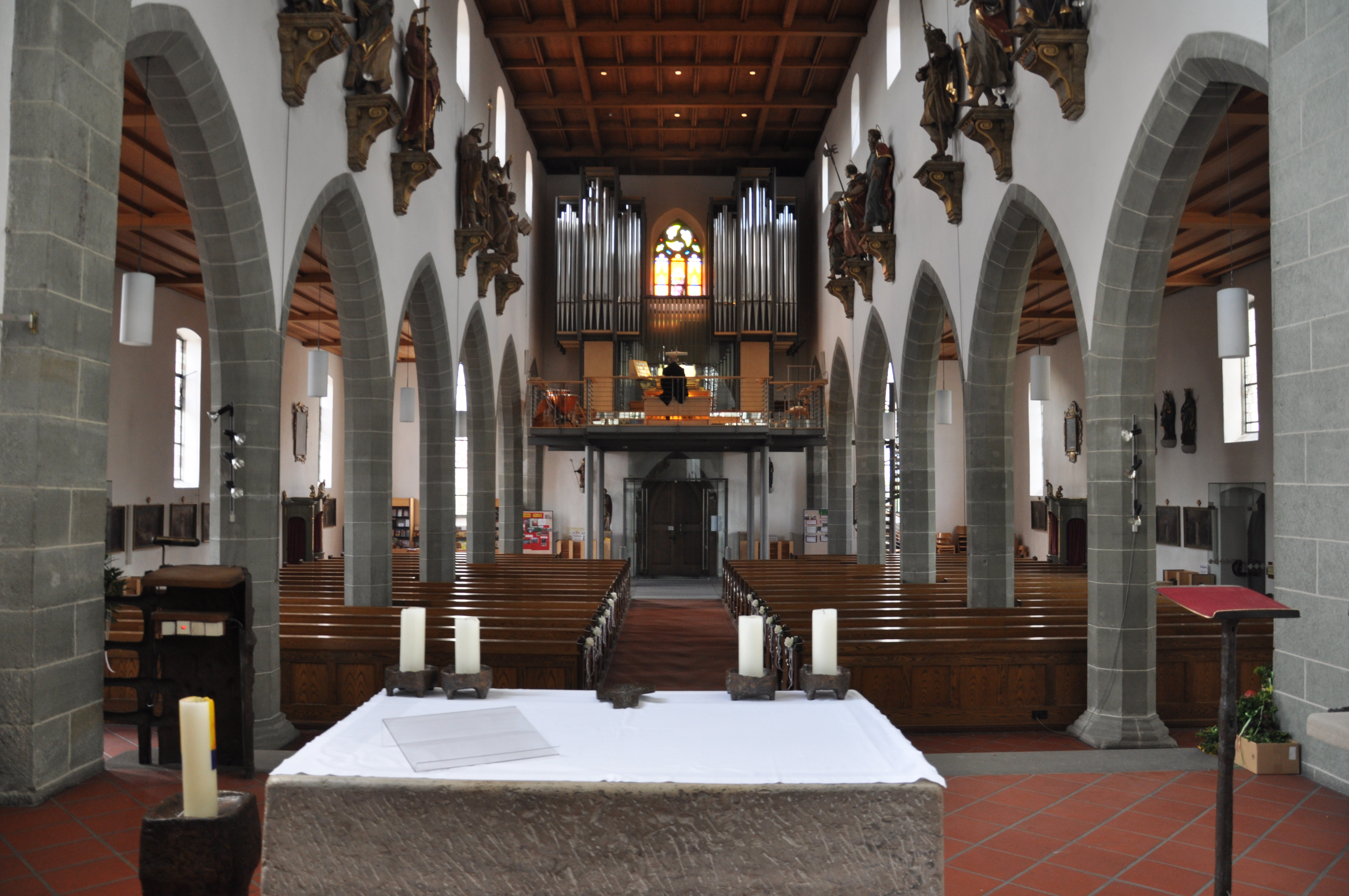
Blick durch das Mittelschiff auf die Orgelempore

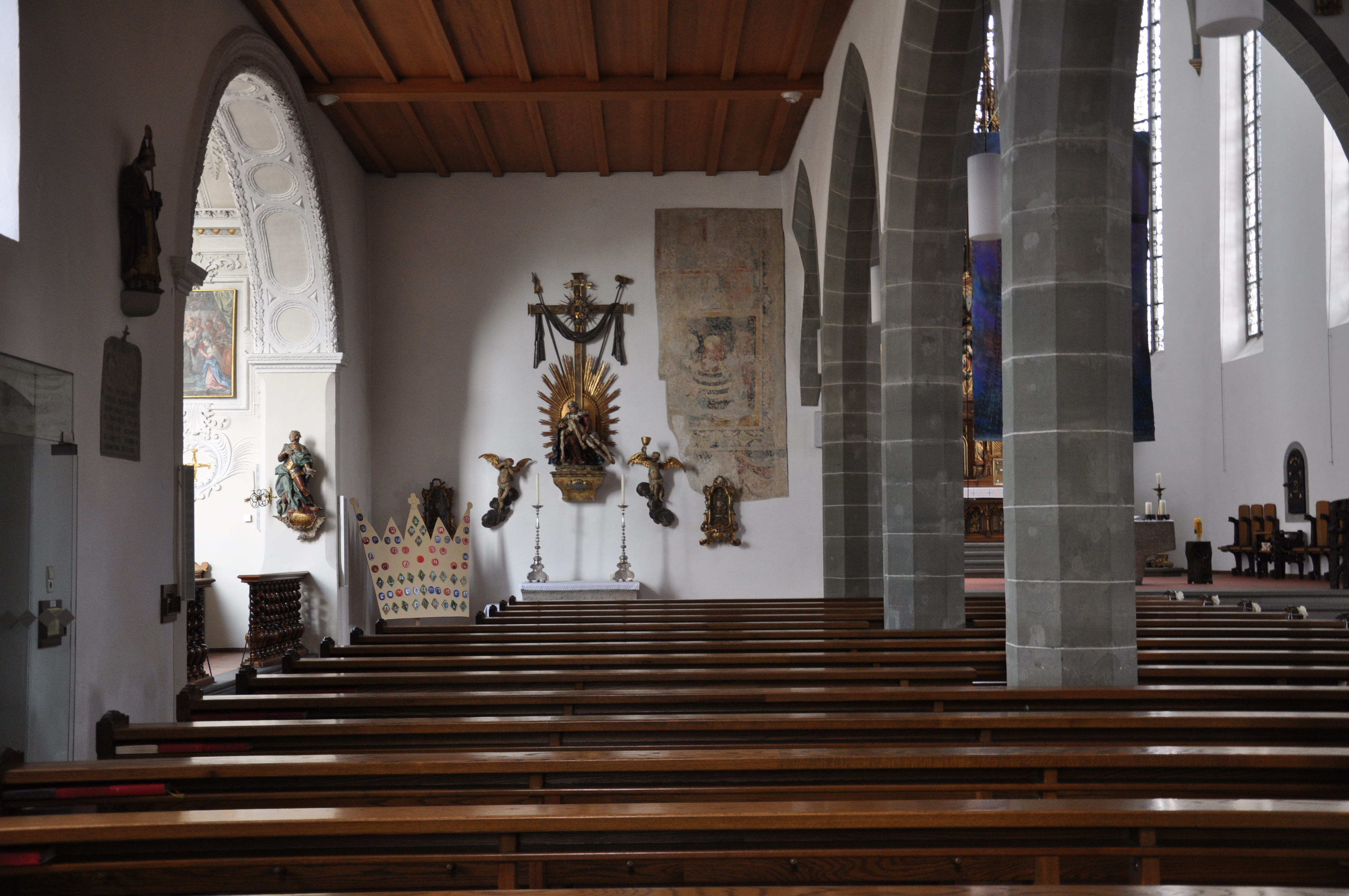
Linkes Seitenschiff

Im Mittelschiff sind steinerne Fundamente einer rechteckigen Saalkirche aus karolingischer Zeit erhalten. Sie war eine Eigenkirche der Freiherren von Markdorf und wurde im 11. Jahrhundert um den Chor erweitert. Wahrscheinlich gab es eine Vorgängerkirche aus Holz. Der untere Teil des 68 Meter hohen Turmes stammt aus der Zeit um 1200. Er war früher ein Teil der Stadtbefestigung und diente wohl als Wehrturm. Auf der Rückseite ist in einigen Metern Höhe ein über angelegte Leitern begehbarer Einstieg. Auf dem unteren Teil wurde 1966 der heutige Turm errichtet. Nach 1200 wurde eine Kirche im romanischen Stil errichtet; sie war etwa so groß wie das heutige Mittelschiff und besaß einen an den Turm angelehnten Chor. Als erster Leutpriester ist für 1200 Rudolf Plebanus belegt.
Die heutige Kirche entstand im Wesentlichen im letzten Drittel des 14. Jahrhunderts als gotisches Gebäude mit drei Schiffen. Der Chor wurde über einem polygonalen Grundriss angelegt. Bauherren waren Konrad von Homburg als Stadtherr und seine Frau Ursula von Markdorf. In diese Zeit fällt auch die Gründung des Kollegiatstiftes mit fünf Chorherren. Der Custos fungierte gleichzeitig als Pfarrherr. Die Reformation um 1525 konnte sich nicht durchsetzen. Bei der Markdorfer Synode 1549 wurde die kirchliche und diözesane Ordnung wiederhergestellt. Die einflussreiche Familie Weißhaupt ließ 1610 eine Privatkapelle an die Kirche anfügen und sorgte für eine reiche Ausstattung. Heute bildet der frühere Eingang die Nische für den Sebastiansaltar. Bei einem Brand im Jahr 1842, der die gesamte Oberstadt vernichtete, wurde der Bau stark beschädigt. Bei dem Brand des Turmes schmolzen neun Glocken, und die Innenräume waren nicht mehr benutzbar. Danach wurde der Bau in seiner heutigen baulichen Form wieder aufgebaut. Dabei wurden die ehemals kleineren Lichtgaden erhöht.
Das dreischiffige Langhaus ist im Stil einer Pfeilerbasilika ausgeführt. Die polygonalen Säulen wirken schlank und stehen auf Basen, die mit Kehle und Wulst verziert sind. Sie gehen ohne Kapitelle in die spitzbogigen Arkaden über. Die flachen Kassettendecken im Mittelschiff und den seitlichen Schiffen stammen aus neuerer Zeit. Die Fresken an der östlichen Wand im südlichen Seitenschiff stammen aus der Zeit um 1400. Sie zeigen Szenen aus der Leidensgeschichte und die Auferstehung Christi. Im östlichen Seitenschiff ist ein Fragment aus der freudenreichen Darstellung erhalten. Der Chor endet im 5/8 Schluss, seine Strebepfeiler zeigen eine starke Eckquaderung. Die Wände sind durch hohe dreiteilige Maßwerkfenster gegliedert. Das Rippengewölbe ist einfach gestaltet, es ruht auf Konsolen, die mit Blattwerk und Fratzen geschmückt sind. Die Schlusssteine im Scheitel des Gewölbes sind mit einer Mondsichelmadonna und einem Christuskopf geschmückt. Die neugotische Ausmalung erhielt der Innenraum 1870. 1955 bekam der Innenraum eine nüchterne Fassung und 1980 die jetzige.
Die Fenster hinter dem Hochaltar sind stilistisch fein abgestimmt. Sie wurden von Horst Beck aus Überlingen entworfen und von der Kunstglaserei Nikolaus Diering aus Überlingen angefertigt und 1967 eingebaut. Die übrigen Kirchenfenster wurden 1980 erneuert, dabei wurde der Stil der vorherigen beibehalten. Zum Chor hin steigern sie sich in Bezug auf Farbigkeit und Struktur.

## Grabmale

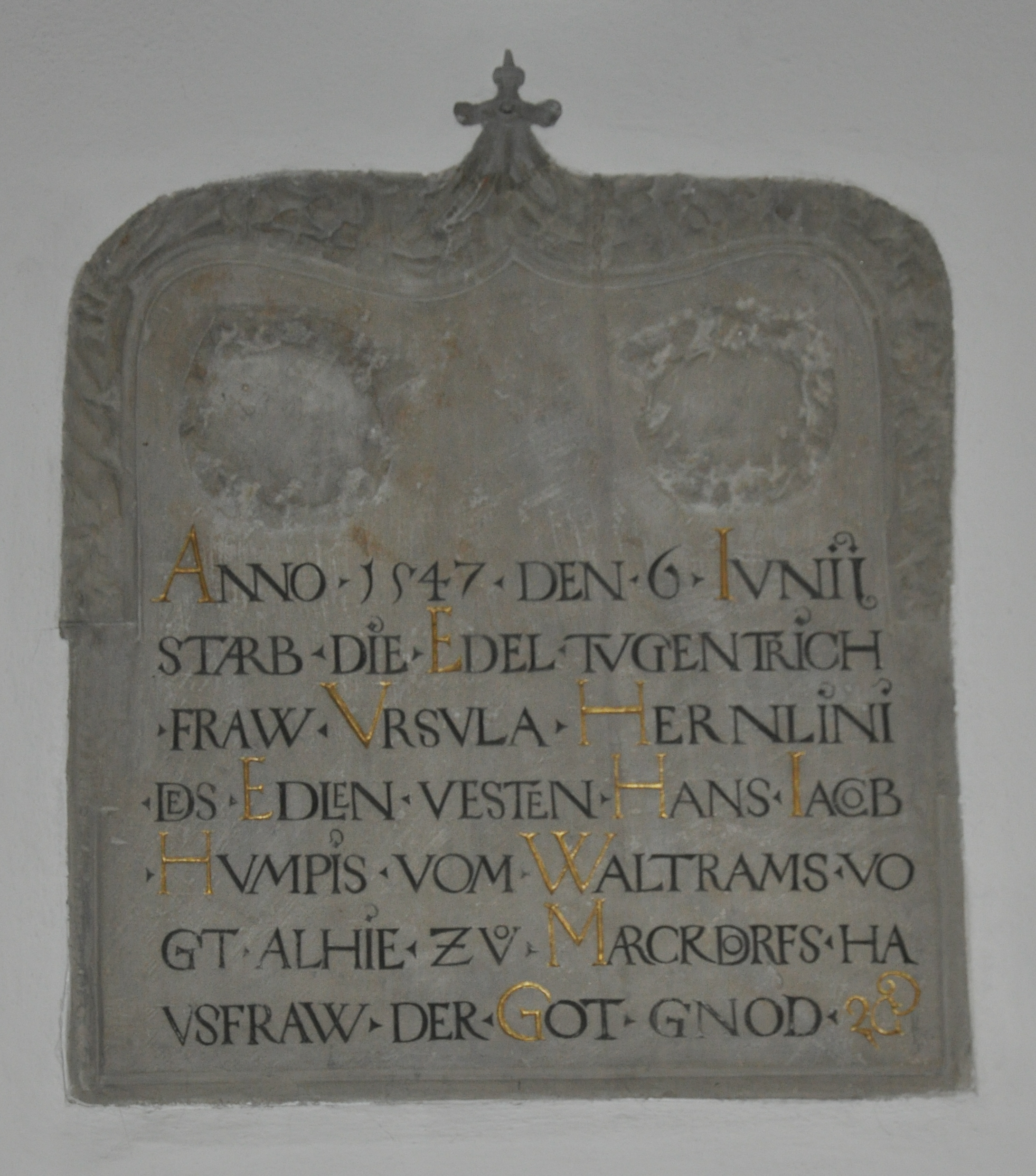
Epitaph von 1547 für Ursula Hernlin, die Ehefrau des Vogts Hans Jacob Humpis

Die Epitaphien zu beiden Seiten des Haupteinganges sind in die Wände eingemauert; sie erinnern an bedeutende Pfarrer und Bürger der Stadt. 
- Das Epitaph aus Bronze wurde 1522 für Johannes Brandlin gegossen, er war ein Rat des Kirchenrechtes.
- Das Denkmal des Dekans und Stadtpfarrers Johannes Georg Spengler wurde 1736 angefertigt; es befindet sich rechts neben dem spitzbogigen Haupteingang.
- Die Gedenktafel für den Custos und Stadtpfarrer Franz Johann Rebmann ist an der Außenseite des rechten Strebepfeilers zu sehen. Rebmann ist als Verehrer der Schutzmantelmadonna dargestellt.
- Die Gedenktafel für Johann Claudius Merlet lobt dessen Verdienste in Krieg und Frieden. Die Tafel mit dem Sterbedatum 1732 wurde an der Außenseite des rechten Strebepfeilers angebracht.
- Der Präfekt und Kammerrat Johann Nepomuk Puzorini starb 1761, sein Grabdenkmal befindet sich an der Innenseite des rechten Pfeilers.
- Das Epitaph für Ursula Habitzel ist an der südwestlichen Ecke des linken Seitenschiffes erhalten. Sie starb 1558 und war wohl die Mutter der Äbte von Kloster Weißenau und der Abtei Weingarten.[7]

## Schutzmantelkapelle

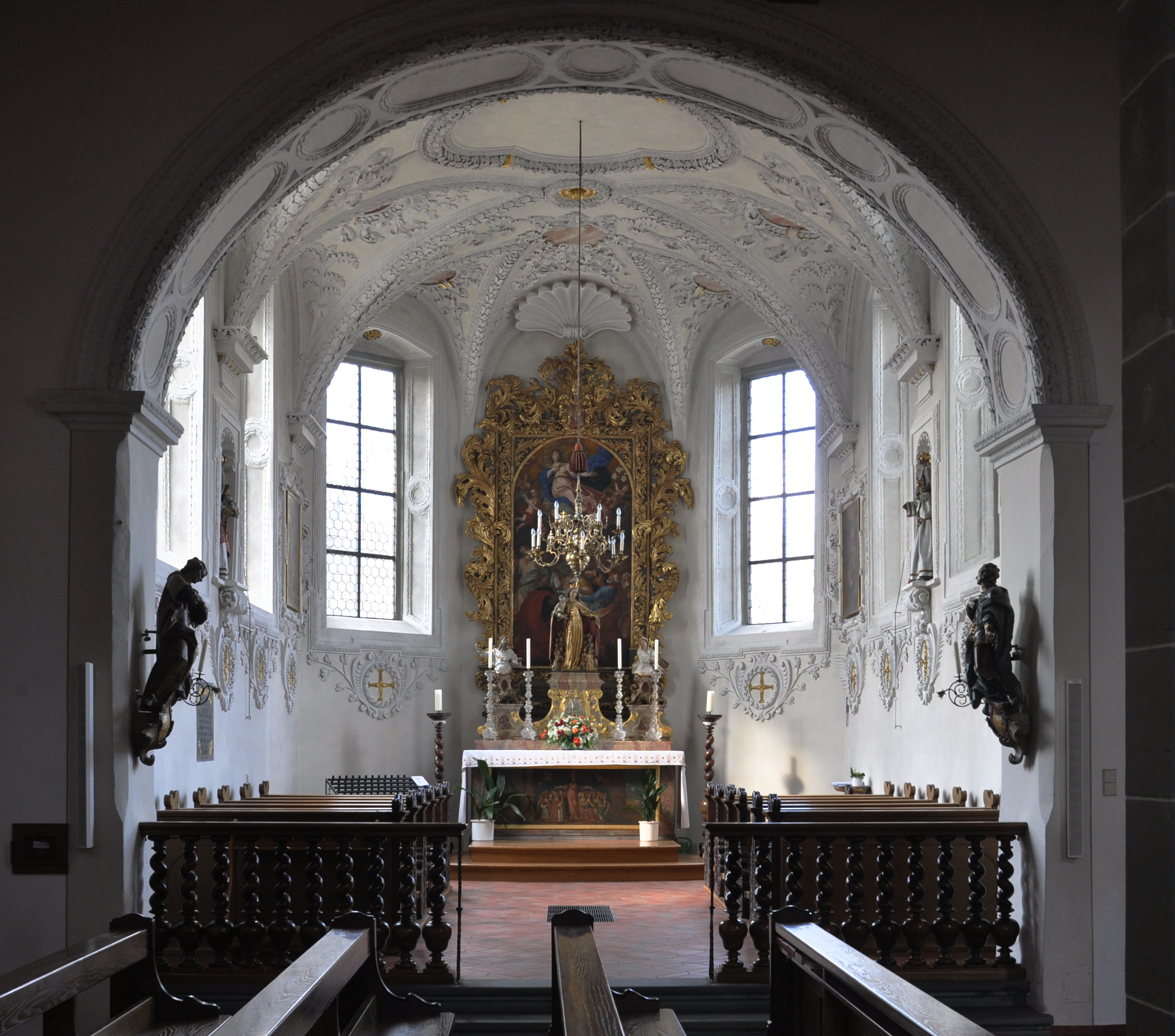
Blick in die Schutzmantelkapelle

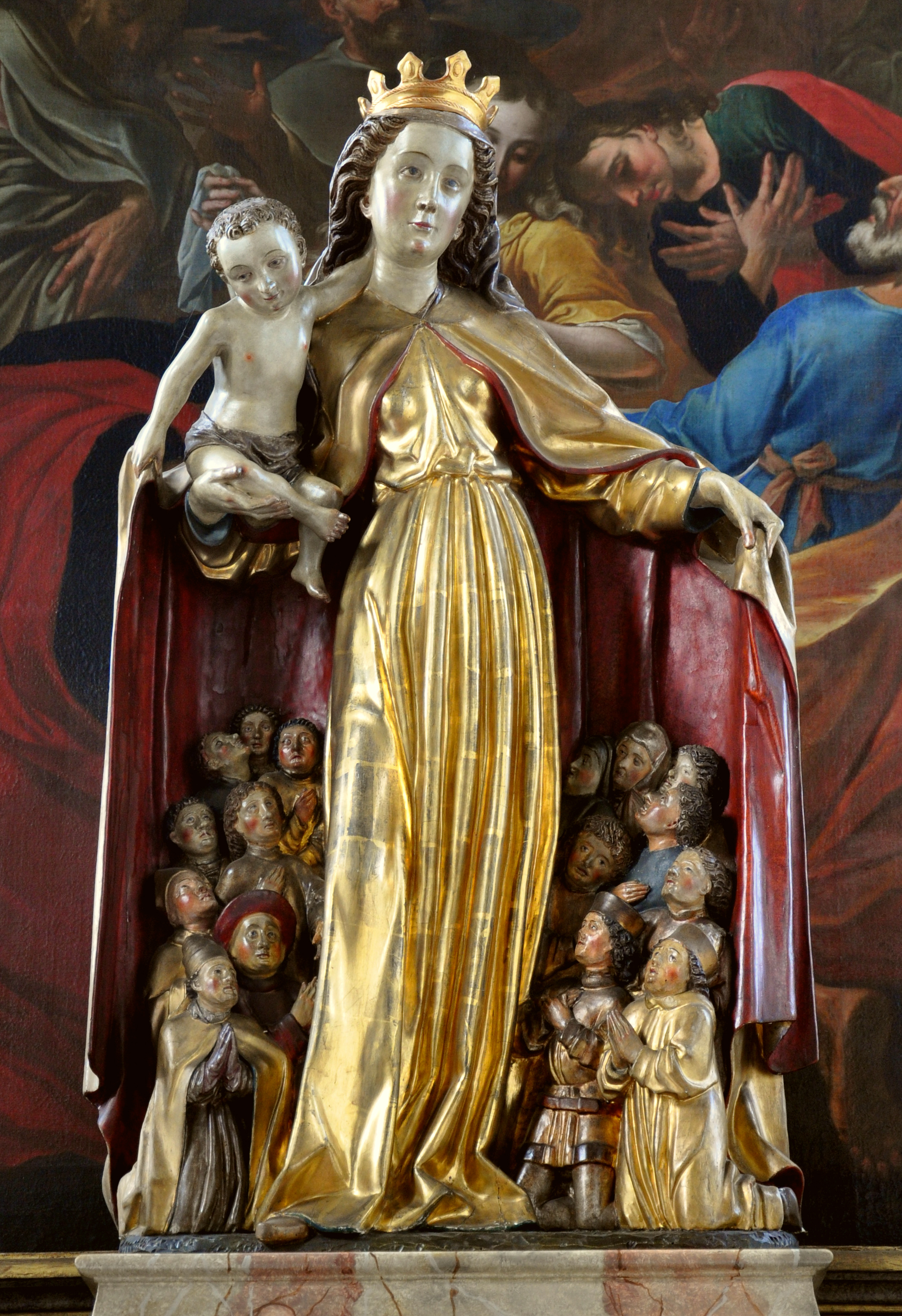
Schutzmantelmadonna

Der Bürgermeister und der Rat von Markdorf gründeten 1450 eine Schutzmantelbruderschaft und bauten bis 1470 für die Schutzmantelmadonna eine Bruderschaftskirche. Die beiden gotischen Altäre schuf Hans Rueland aus Wangen. Die Bruderschaft blühte bis zum Dreißigjährigen Krieg auf, verlor allerdings bei Pestepidemien im 17. Jahrhundert bis auf einen Geistlichen alle Chorherren und Kapläne. Die Bruderschaftskirche wurde 1658 zu einem Kapuzinerkloster umgebaut. Die Bürgerschaft errichtete 1660, als Ersatz für die Bruderschaftskirche, die Schutzmantelkapelle, in der die Schutzmantelmuttergottes ihren Platz fand, an der Pfarrkirche. Das Gnadenbild verblieb bis 1818 in der Kapuzinerkirche. Die Stuckausstattung stellten 1770 die Gebrüder Schmuzer her. Von 1974 bis 1975 wurde die Kapelle umfangreich erneuert und nach alten Unterlagen möglichst in ihren ursprünglichen Zustand versetzt.
Die Schutzmantelmadonna, eine der bekanntesten ihrer Art, schnitzte Johann Rueland 1474, sie steht im Zentrum der Kapelle. Maria wird im Typus einer Frau, die schützt und hegt, dargestellt. Unter dem weit geöffneten Umhang suchen viele Personen, die relativ klein dargestellt sind, Schutz. Das Jesuskind sitzt auf dem rechten Unterarm der Maria. Sie wirkt in ihrer körperlichen Schönheit zart und gleichzeitig würdevoll. Die Hände sind fein ausgearbeitet, der Mund in dem schönen Gesicht lächelt.

## Ausstattung

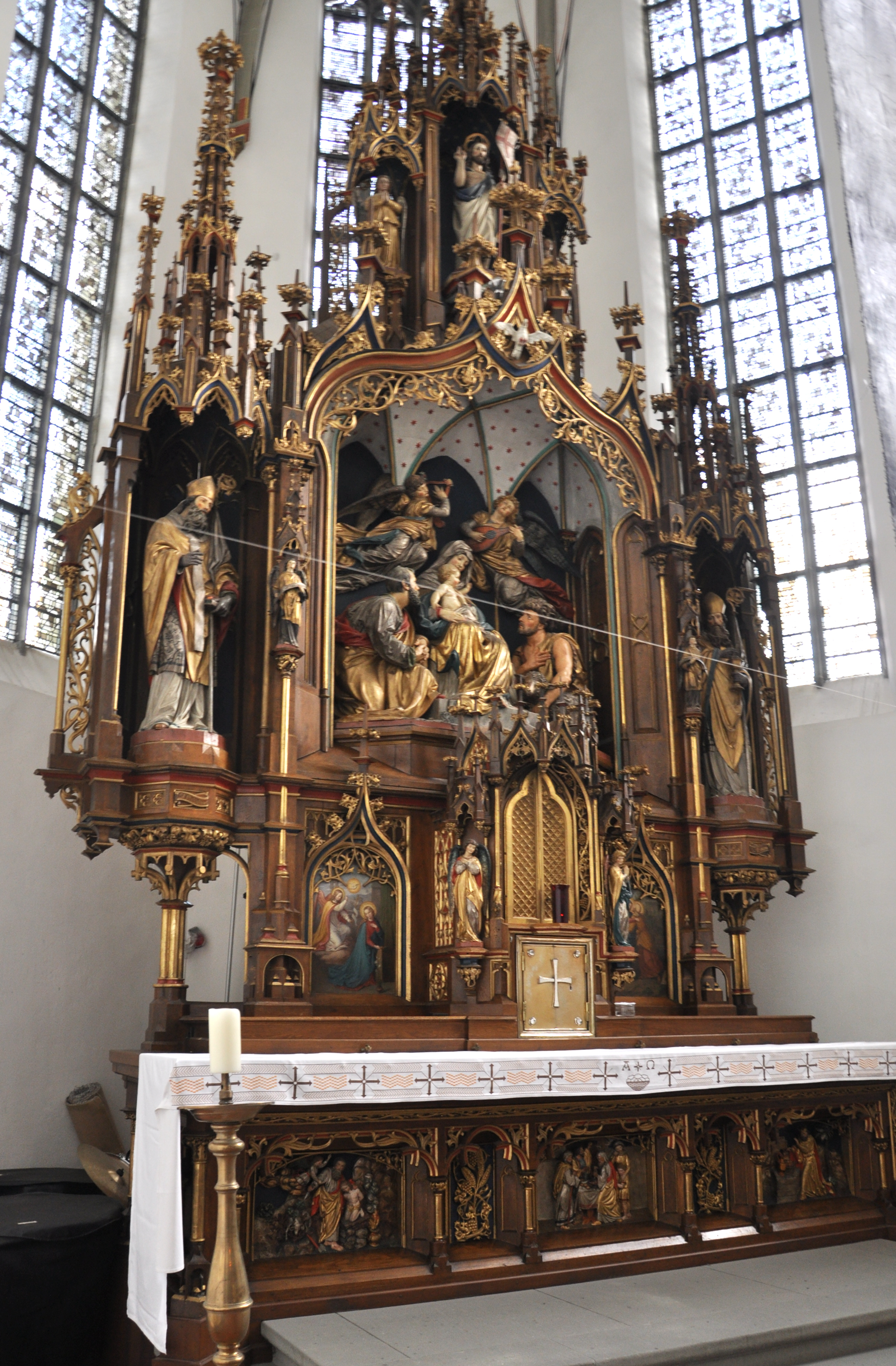
Hochaltar

- Der Hochaltar wurde in der Zeit um 1870 aufgestellt.[3] Der den Kirchenraum beherrschende Altar ist eine Arbeit des Karl Reihing aus Tettnang. Nikolaus Geiger aus München schuf 1871 die zentrale Figurengruppe mit der Darstellung der Geburt Jesu.[6]
- Der Heilige Gebhard ist als Bischof dargestellt, ursprünglich war die Darstellung eine Begleitfigur des Bruderschaftaltares, der für die Schutzmantelmadonna angefertigt wurde.
- In die Südwand des Chores ist der Tabernakel aus Eisen eingelassen, die zwölf Verriegelungen sind von 1717. Die Kunstschmiedearbeit gilt als herausragend.
- Die um 1740 entstandene Figur des Kirchenpatrons Nikolaus steht an der Westwand. Daneben steht eine Figur des Antonius Einsiedler aus dem 16. Jahrhundert.
- Die mittlere Figur der Dreiergruppe an der Nordwand ist eine auffallend schöne Madonna. Der Meister der Schweinhauser Madonna schnitzte sie um 1480. Sie wird von den Figuren der Heiligen Katharina und Margaretha aus dem 16. Jahrhundert begleitet. Die Attribute der Heiligen wurden in neuerer Zeit ersetzt.[11]
- Die Figur des Sebastian auf dem Sebastiansaltar stammt aus der zweiten Hälfte des 17. Jahrhunderts und wird der Werkstatt Zürn zugeschrieben.
- Die Reliquientafeln aus der Mitte des 18. Jahrhunderts sind in Rocaille gerahmt, sie flankieren die Seitenaltäre.
- Die Silberleuchter im Stile des Barock fertigte eine Goldschmiedewerkstatt aus Augsburg im ersten Drittel des 18. Jahrhunderts an.
- Der Taufstein steht in einer Nische. Der untere Teil ist zum Ende des 17. Jahrhunderts entstanden, der Deckel ist aus dem 18. Jahrhundert.
- David Zürn schuf vermutlich die Marienfigur aus Sandstein, sie steht über dem südlichen Portal. Pfarrer Johannes Borngartner stiftete sie 1802 für die Bildbachkirche.
- Der Kreuzweg besteht aus vierzehn Stationen. Bei den Bildern, die an beiden Wänden der Seitenschiffe hängen, handelt es sich um Kopien. Die Originale malte Baron Leis aus den Niederlanden für den Dom in Antwerpen im 19. Jahrhundert.[12]
- Der Zelebrationsaltar wurde von dem Bildhauer Josef Henger aus Kalkstein gehauen.
- Josef Henger fertigte auch die Wangen der Chorstühle, die Ambonen, die Kredenz, die Sedilien, die Türgriffe mit integrierten Weihwasserschalen, den Osterleuchter und die Nikolausfigur, die am Ende der Kirchenmauer steht.[6]
- Die Kreuzigungsgruppe über dem Chorbogen stiftete 1727 die Familie Don. Maria und Johannes stehen als Begleitfiguren neben dem Kreuz.[6]
- In den Nischen der Schutzmantelkapelle stehen zwei Muttergottespuppen mit menschlichem Haar. Diese Puppen dienten als Wallfahrtsbilder, sie entstanden in der Zeit der Gotik und wurden barock umgestaltet. Die linke der beiden Puppen stellt Maria als Königin aller Heiligen dar, sie wurde im 13. Jahrhundert angefertigt und stand früher in der Allerheiligenkapelle auf dem Gehrenberg. Es handelt sich hier um eine der ältesten Mariendarstellungen im Bodenseeraum.[9]
- Die Beichtstühle im Stile des Empire sind in die Nord- und Südwand eingelassen. Hinter der Front befindet sich eine moderne Ausstattung.
- Die Büsten der Heiligen Joachim und Anna stehen am Altar auf Rocaillesockeln. Ebenso wie die Figuren des Casimir und Emmerich wurden sie von Dominikus Hermengild Herberger im 18. Jahrhundert geschaffen.
- Über den Pfeilern und den Spitzbögen im Mittelschiff stehen überlebensgroße Apostelfiguren mit einem schwungvollen Gestus. Ihre Größe ist dem Raum nicht angemessen. Sie stammen aus der Pfarrkirche in Altdorf bei Weingarten, die während der Säkularisation abgebrochen wurde. Joachim Früholz aus Weingarten schnitzte die Figuren in der Mitte des 18. Jahrhunderts.[6]

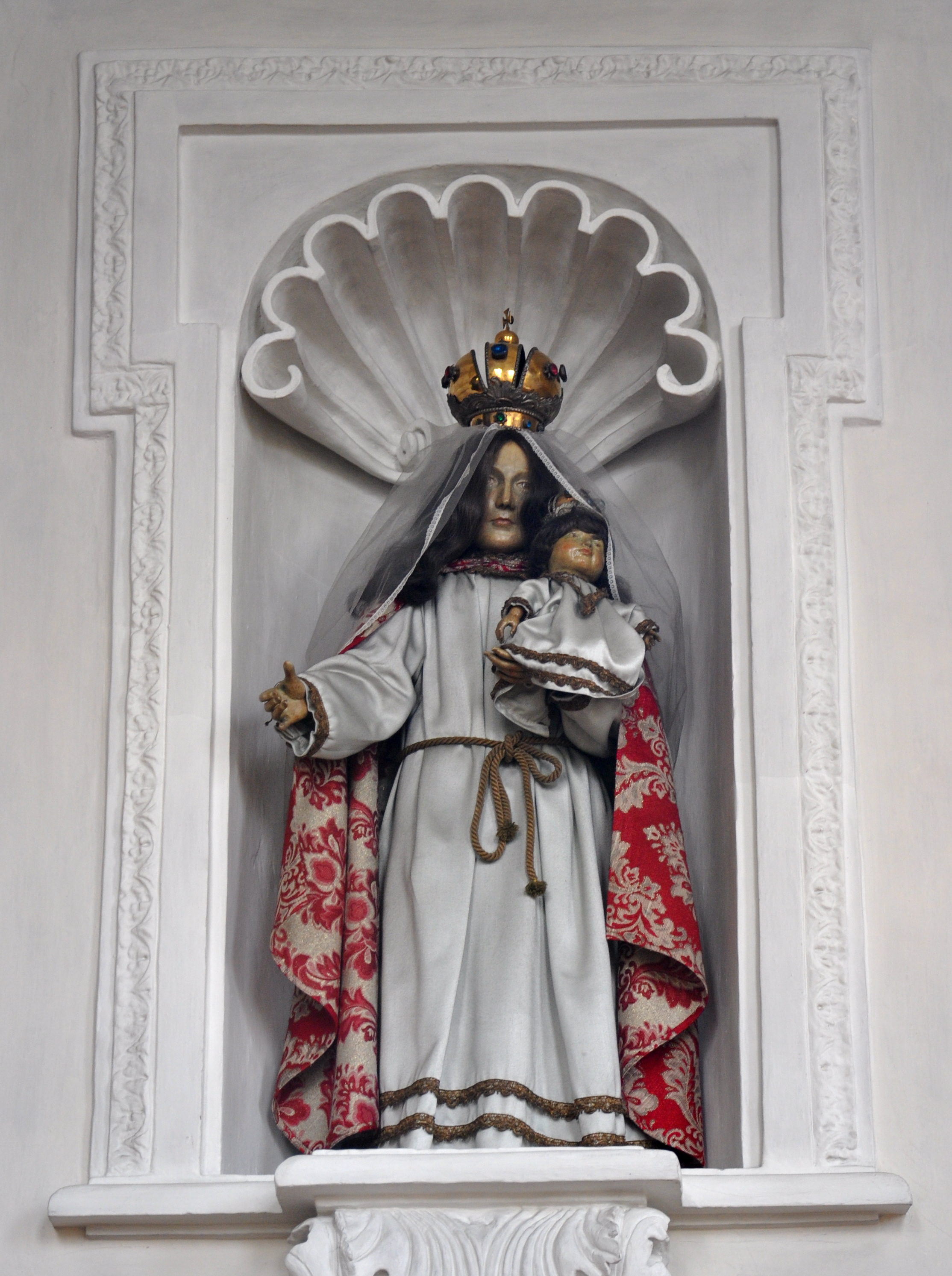
Muttergottespuppe mit Echthaar in der Schutzmantelkapelle
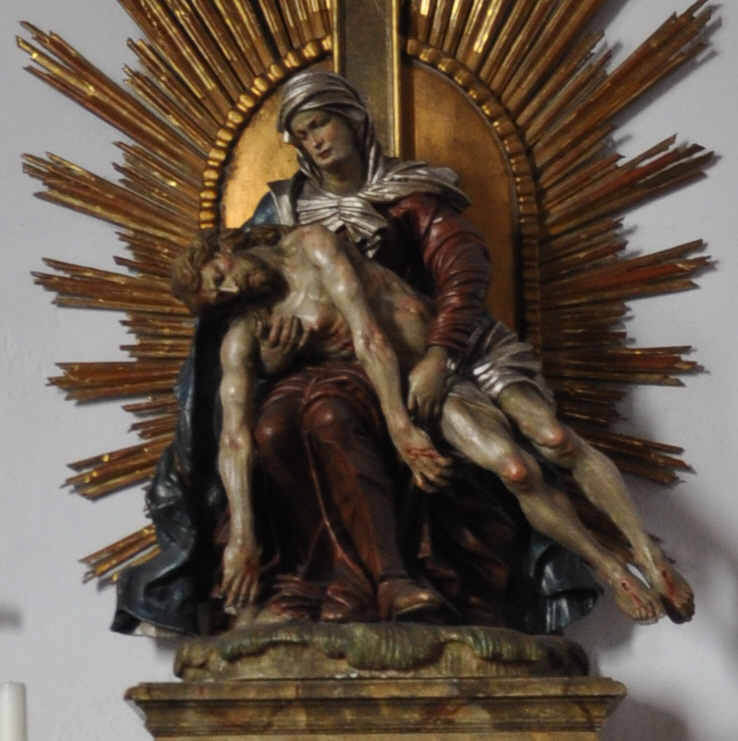
Pietà
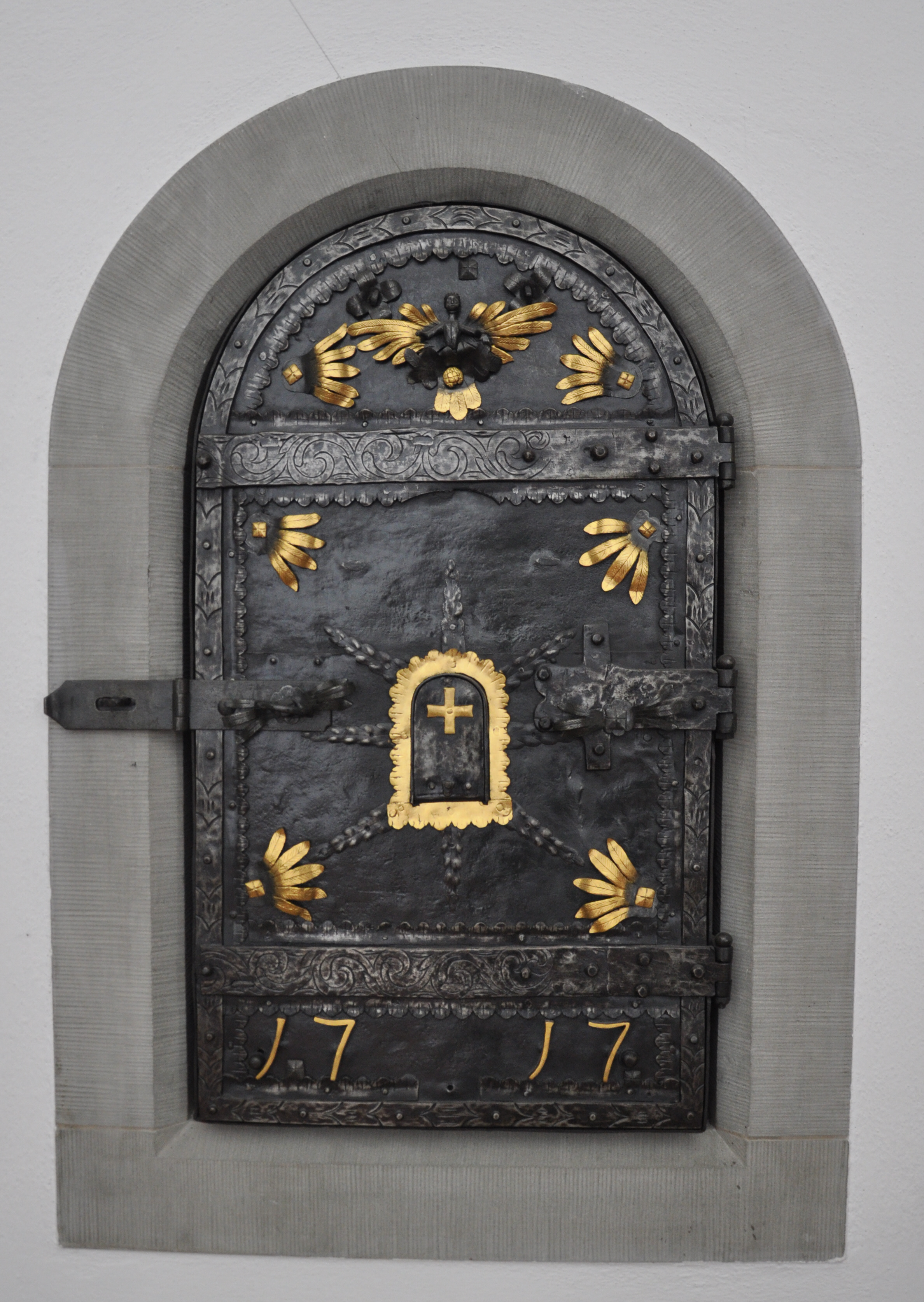
Wandtabernakel
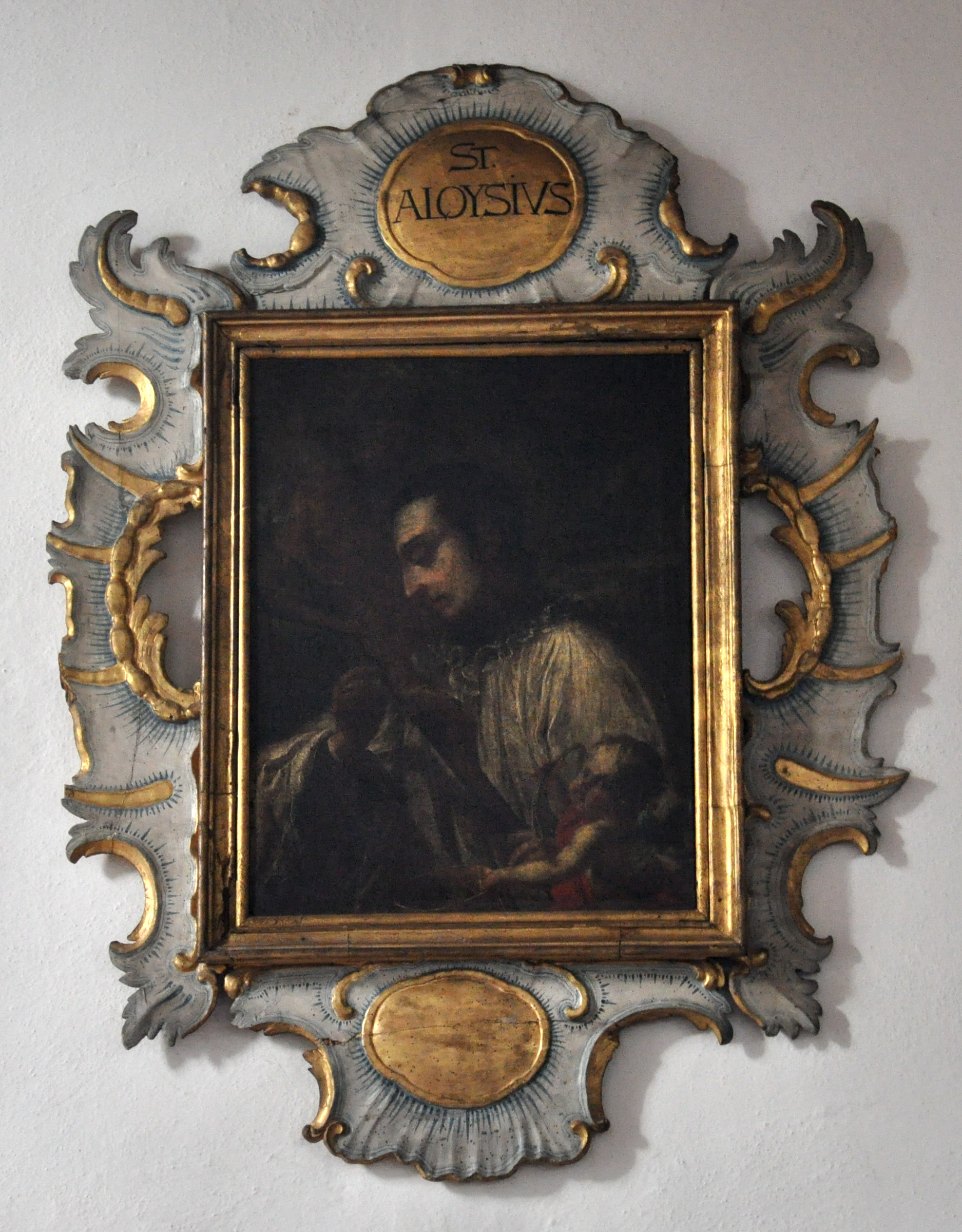
Tafelbild mit der Darstellung des Aloysius

## Orgel

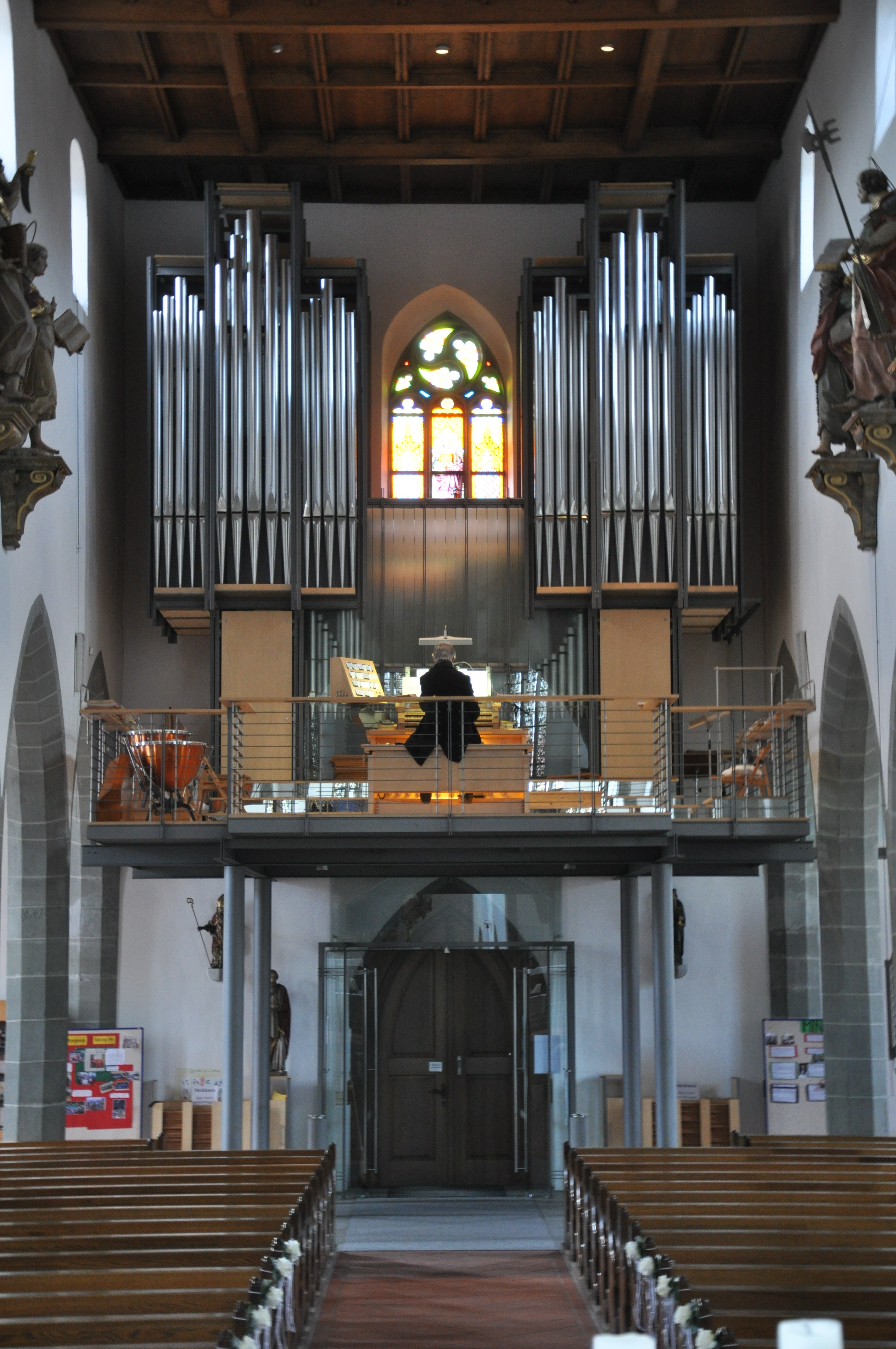
Blick auf die Orgel

Die Orgel wurde 1997 von der Firma Karl Göckel eingebaut. Das Schleifladen-Instrument hat 46 Register auf drei Manualwerken und Pedal. Die Spiel- und Registertrakturen sind mechanisch.
| I Grand Orgue C–a3 |       |
| Bourdon            | 16′   |
| Montre             | 8′    |
| Flûte harmonique   | 8′    |
| Bourdon            | 8′    |
| Gambe              | 8′    |
| Prestant           | 4′    |
| Flûte              | 4′    |
| Doublette          | 2′    |
| Grand Cornet V     | 8′    |
| Fourniture IV      | 1 ⁄3′ |
| Trompette          | 8′    |
| Clairon            | 4′    |
| Tremblant          |       |

| II Positif expressif C–a3 |        |
| Cor de nuit               | 8′     |
| Salicional                | 8′     |
| Unda maris                | 8′     |
| Prestant                  | 4′     |
| Flûte                     | 4′     |
| Nasard                    | 2 ⁄3′  |
| Quart de Nasard           | 2′     |
| Tierce                    | 1 3⁄5′ |
| Larigot                   | 1 ⁄3′  |
| Cymbale III               | 1′     |
| Cromome                   | 8′     |
| Tremblant                 |        |

| III Récit expressif C–a3 |        |
| Diapason                 | 8′     |
| Flûte traversiére        | 8′     |
| Viole de gambe           | 8′     |
| Voix célèste             | 8′     |
| Aeoline                  | 8′     |
| Flûte octaviante         | 4′     |
| Nasard                   | 1 ⁄3′  |
| Octavin                  | 2′     |
| Tierce                   | 1 3⁄5′ |
| Plein jeu V              | 2′     |
| Basson                   | 16′    |
| Trompette harmonique     | 8′     |
| Hautbois                 | 8′     |
| Voix humaine             | 8′     |
| Clarion harmonique       | 4′     |
| Tremblant                |        |

| Pedalwerk C–g1 |         |
| Contrebasse    | 16′     |
| Soubasse       | 16′     |
| Bourdon        | 16′     |
| Quintbasse     | 10 2⁄3′ |
| Flûte          | 8′      |
| Flûte          | 4′      |
| Bombarde       | 16′     |
| Trompette      | 8′      |

- Koppeln: II/I, III/I (auch als Suboktavkoppel), III/II, I/P, II/P, III/P
- Anmerkungen:

1. ↑  C–F Holz, ab Fis im Prospekt.

## Glocken
Die Glockengießerei Rosenlächer lieferte 1842 neue Glocken. Diese mussten 1942 während des Zweiten Weltkrieges für kriegswichtige Zwecke abgeliefert werden; dazu wurden sie auf dem Turm zerschlagen.
Ein Industrieller stiftete 1949 sechs neue Glocken. Diese wurden ersetzt durch sieben Glocken, die 1966 neu gegossen wurden. F. W. Schilling aus Heidelberg schuf ein Geläut, das die Tonlage des ausgefüllten Salve Regina in Moll bildet. Es ist auf die Tonlage der Glocken der evangelischen Kirche in der Nachbarschaft abgestimmt. Einen Überblick über die Daten der Glocken gibt folgende Tabelle:
| Glocke | Name         | Durchmesser | Gewicht  | Schlagton |
| ------ | ------------ | ----------- | -------- | --------- |
| 1      | Hl. Nikolaus | 1485 mm     | 2325 kg0 | cis'-4    |
| 2      | Hl. Michael  | 1232 mm     | 1279 kg0 | e'-2      |
| 3      | Hl. Agatha   | 1091 mm     | 880 kg   | fis'-4    |
| 4      | Hl. Maria    | 1043 mm     | 786 kg   | gis'-4    |
| 5      | Hl. Josef    | 0871 mm     | 453 kg   | h'-2      |
| 6      | Hl. Cäcilie  | 0773 mm     | 309 kg   | cis"-4    |
| 7      | Arme Seelen  | 0682 mm     | 214 kg   | dis"-4    |